# Johannes Deiker

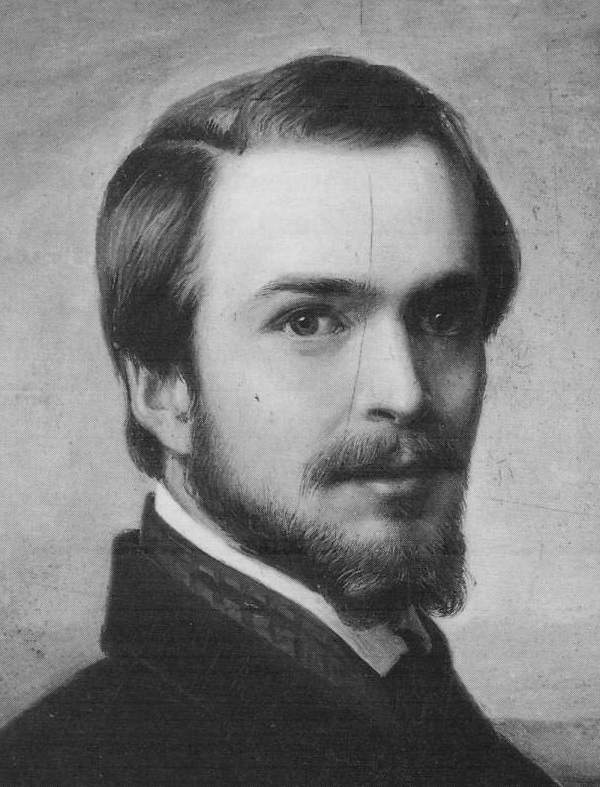
Selbstbildnis, um 1845

Johannes Christian Deiker (* 27. Mai 1822 in Wetzlar; † 23. Mai 1895 in Düsseldorf) war ein deutscher Maler. Der einige Jahre als Hofmaler in Braunfels tätige Künstler ist überwiegend für seine Tier- und Jagdmotive bekannt.

## Leben
Johannes Deiker kam als Sohn des Zeichenlehrers Friedrich Deiker 1822 in Wetzlar zur Welt. Der Vater unterrichtete ihn am Wetzlarer Gymnasium und gab seinem Sohn zudem private Zeichenstunden. Nach Beendigung der Schule 1839/40 besuchte er die staatliche Zeichenakademie in Hanau. 1841 wechselte er an die Städelschule in Frankfurt am Main, wo er bei Jakob Becker Unterricht in Porträt- und Historienmalerei erhielt. Nach dem Tod des Vaters 1843, brach er sein Studium an der Städelschule ab und ging zurück nach Wetzlar. Hier übernahm er am Gymnasium die Stelle seines Vaters als Zeichenlehrer. Zu seinen Schülern gehörte sein 1836 geborener jüngerer Bruder Carl Friedrich Deiker, der später ebenfalls als Tiermaler erfolgreich war.
Ein Angebot von Professor Johann Wilhelm Schirmer, sein Studium an der Kunstakademie Düsseldorf fortzusetzen, musste Deiker aufgrund der finanziellen Notlage seiner Familie ausschlagen. Stattdessen folgte er zusammen mit der Familie einer Einladung des Fürsten Ferdinand zu Solms-Braunfels nach Braunfels. Hier hatte bereits sein Vater einige Porträts der fürstlichen Familie gefertigt und für die dortige Schlosskirche eine Auferstehung Christi geschaffen.
Als Hofmaler des Fürsten, der selbst als Tiermaler dilettierte, entstanden neben Porträts (Bildnis Fürst Ferdinand von Solms-Braunfels, Ferdinand Fürst von Solms-Braunfels als Jäger) und Landschaftsbildern (Ansicht von Schloß Braunfels) vor allem Tierporträts und Jagdgemälde. Deiker malte in dieser Zeit bevorzugt Gemälde mit Wildschweinen, Hirschen, Rehen, Füchsen, Hasen und Jagdhunden, aber auch Geflügelmotive wie etwa Wildenten. Seine feinmalerische und detailgetreue Wiedergabe der Tiermotive brachte ihm zunehmend Erfolg ein. Nach einer Ausstellungsbeteiligung in Düsseldorf schickte er 1845 zu einer Ausstellung in Hannover das monumentale Gemälde Schwarzwildrotte, das sogleich König Ernst August I. erwarb. In der Münchener Allgemeinen Deutschen Kunst-Ausstellung zeigte er 1854 sein von der Kritik mit Lob bedachtes Gemälde Rotte Wildschweine. Seine zunehmende Bekanntheit führte zu steigendem Interesse an seinen Arbeiten, insbesondere seine Jagdmotive fanden in Adelkreise Zuspruch und es gelang ihm einige Arbeiten ins Ausland zu verkaufen.
Deiker, der sich für niederländischer Maler wie Rembrandt interessierte, reiste 1850/51 zu einem Studienaufenthalt nach Antwerpen. Hier suchte er den erfolgreichen Genremaler Josephus Laurentius Dyckmans in seinem Atelier auf, um dessen Techniken zu studieren. 1868 ließ er sich in Düsseldorf nieder, wo bereits sein Bruder Carl Friedrich lebte. Der dortigen Künstlervereinigung Malkasten schloss er sich 1871 an und gehörte ihr bis zu seinem Tod an. Seine Tier- und Jagdmotive, die im Gegensatz zu den Arbeiten seines Bruders weniger dramatisch und dadurch natürlicher wirken, schickte er auch in den Folgejahren erfolgreich zu Ausstellungen in Düsseldorf, Dresden, Berlin und, München.
Johannes Deiker starb 1895 in Düsseldorf. Sein Sohn Hans Deiker (1876–1945) war ebenfalls als Maler tätig. Dieser veröffentlichte 1902 eine Mappe mit 36 Studienblättern von Johannes Deiker. Adolph Menzel bezeichnete daraufhin Johannes Deiker als den „Hans Holbein und Van Dyck der Tiere“.

Johannes Deiker
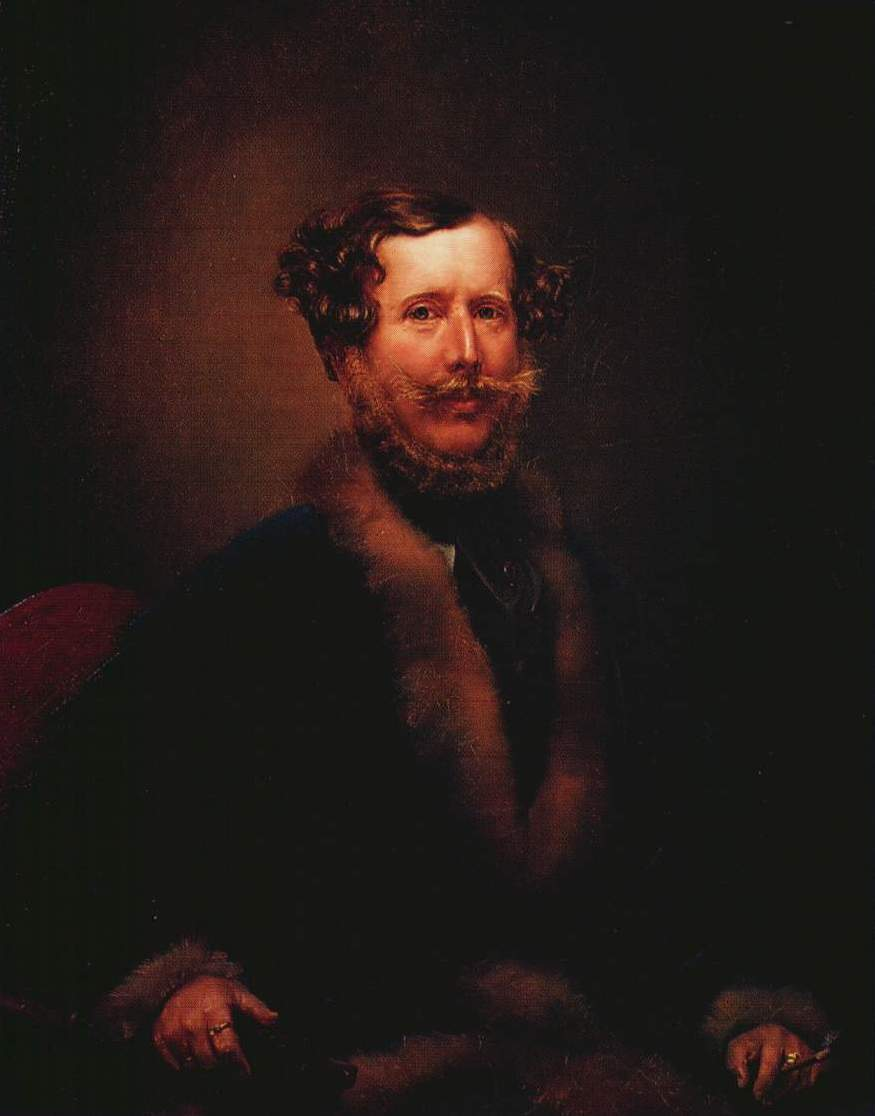
Fürst Ferdinand zu Solms-Braunfels
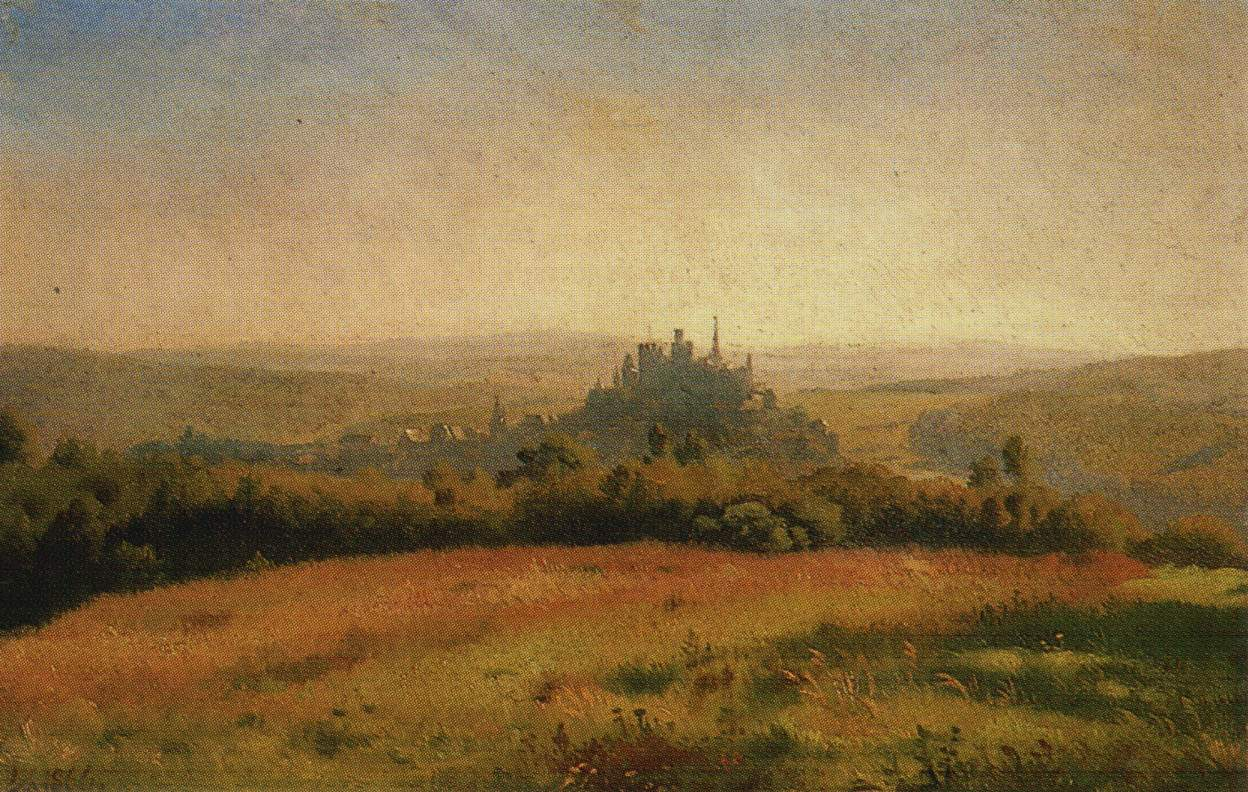
Schloß Braunfels
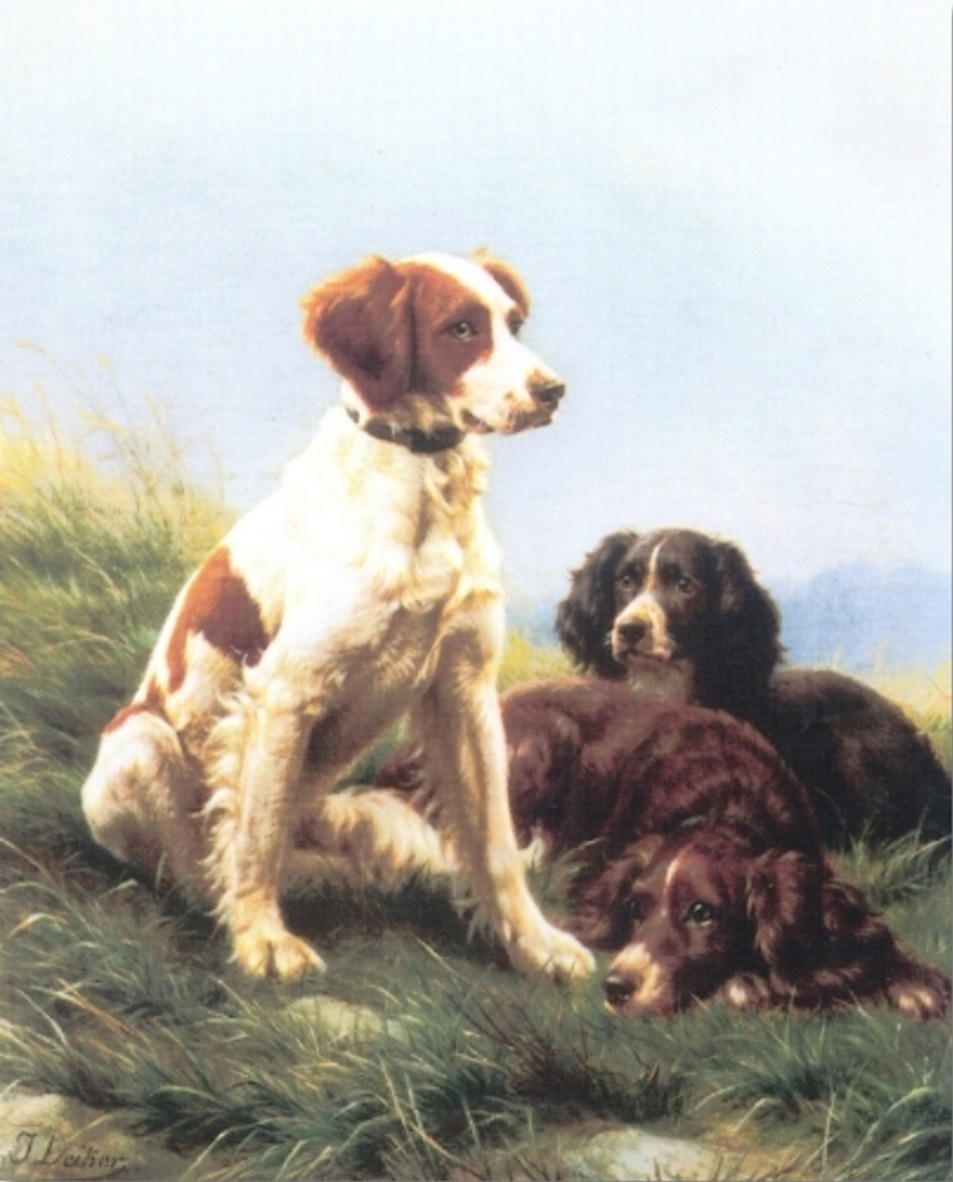
Spaniel
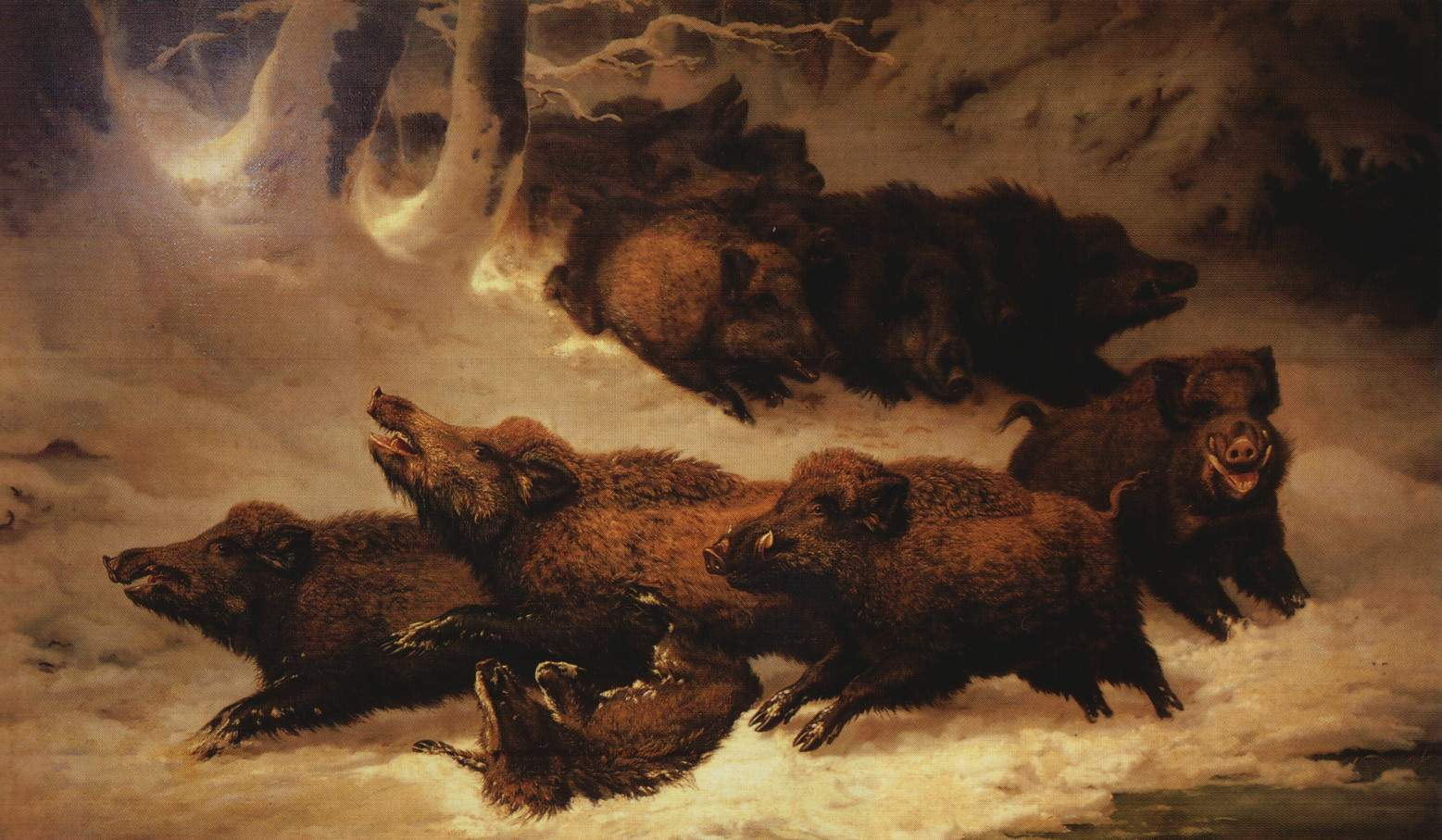
Rotte Schwarzwild im Schnee

## Werke (Auswahl)

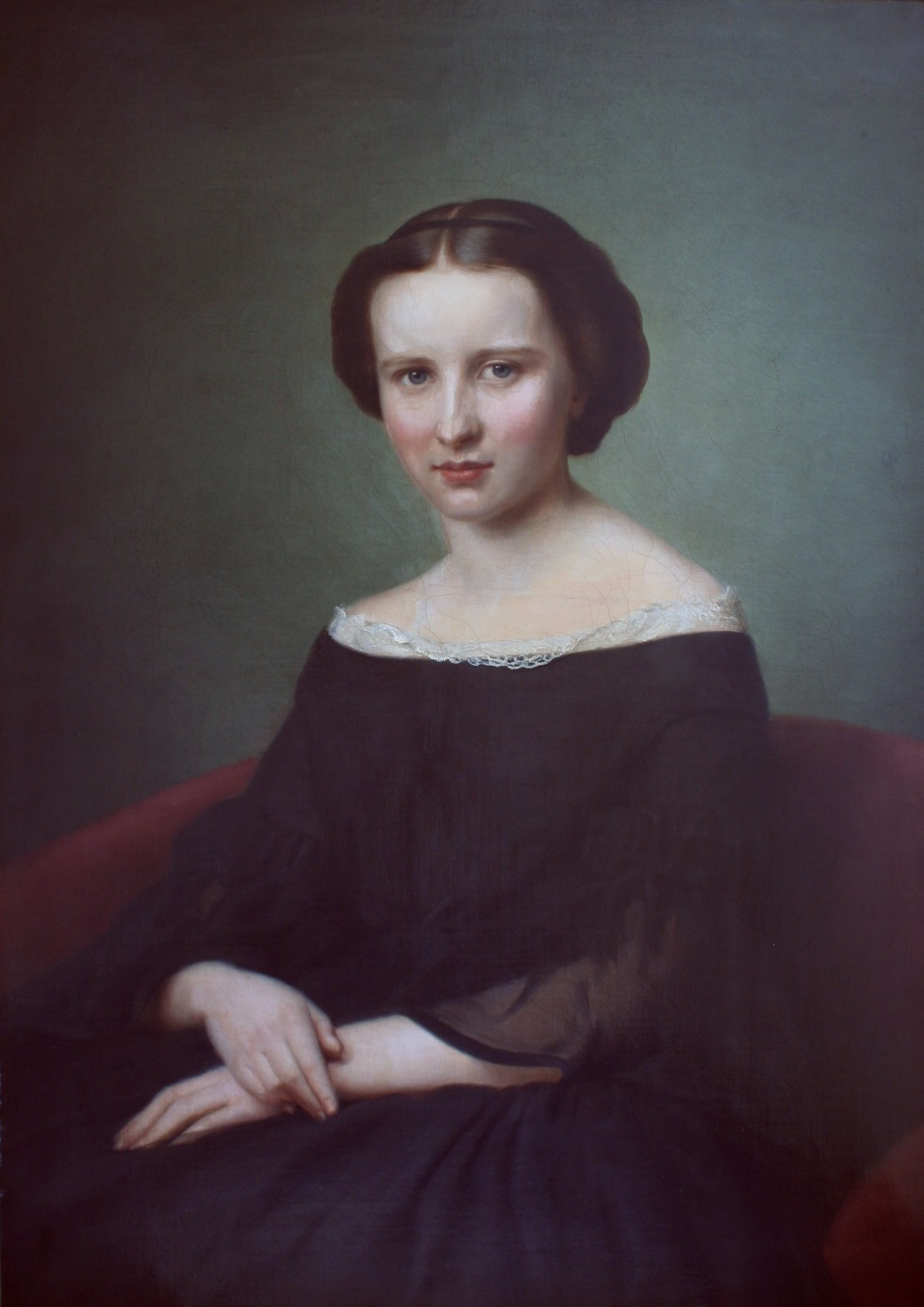
Seine Verlobte und spätere Ehefrau
Marie Sartorius (1841–1871)
Porträt um 1863

- Selbstbildnis als Zwölf- oder Dreizehnjähriger, 1832/33, Städtische Sammlungen, Wetzlar
- Fürst Ferdinand von Solms-Braunfels, 1845, Städtische Sammlungen, Wetzlar
- Selbstbildnis, um 1845, Städtische Sammlungen, Wetzlar
- Porträtstudie eines Knaben, 1850, Städtische Sammlungen, Wetzlar
- Porträtstudie einer alten Niederländerin, 1850, Städtische Sammlungen, Wetzlar
- Porträt des Schwiegervaters Sartorius, 1855, Städtische Sammlungen, Wetzlar
- Alte Eiche (Studie), um 1860, Städtische Sammlungen, Wetzlar
- Wald mit Bachbett, um 1860, Städtische Sammlungen, Wetzlar
- Großes Hirschrudel, 1862, Städtische Sammlungen, Wetzlar
- Ansicht von Schloß Braunfels, um 1866, Städtische Sammlungen, Wetzlar
- Taunuslandschaft, um 1866, Städtische Sammlungen, Wetzlar
- Kämpfende Damhirsche, 1869, Städtische Sammlungen, Wetzlar
- Spielende Jungfüchse vor dem Bau, 1870, Städtische Sammlungen, Wetzlar
- Zwei Junghasen, 1870, Städtische Sammlungen, Wetzlar
- Jagdhund apportiert einen Hasen, 1873, Hamburger Kunsthalle, Hamburg
- Der treue Feldmann, um 1880/90, Nationalmuseum, Posen
- Hund auf der Jagd, Wallraf-Richartz-Museum & Fondation Corboud, Köln
- Porträt Marie Sartorius, Siegerlandmuseum, Siegen
- Kämpfende Eber, Von der Heydt-Museum, Wuppertal